# Butlletí de la Federació Patronal

Butlletí de la Federació Patronal va ser una publicació mensual d'informació econòmica editada a Igualada entre els anys 1921 i 1925.

## Descripció
A partir del núm. 3 només portava per títol Butlletí i el logotip de la Federació Patronal d'Igualada.
S'imprimia als tallers de Nicolau Poncell. Tenia quatre pàgines, a dues columnes, amb un format de 26 x 17 cm. El primer número va sortir el mes de gener de 1921 i l'últim, el 44, el desembre de 1925.
«Des del n. 26, els números són moltes vegades reproduïts per velògraf o procediments semblants».
Tot i que va començar escrita en català i sempre hi va mantenir el títol, «des del n. 27, a conseqüència de la Dictadura, comença a haver-hi text espanyol i a no publicar res en català».

## Continguts
A l'article de presentació deien: «L'objectiu d'aquest Butlletí és el de posar en coneixement de nostres associats totes aquelles notícies de caràcter econòmic i social que puguin interessar-los, així com també donar a conèixer els treballs que va realitzant la Federació i els organismes que la integren».
Publicava normes legislatives, notícies econòmiques i articles sobre cooperativisme, congressos patronals, assegurances, etc.
El núm. 14 (maig de 1922) va ser extraordinari amb motiu de les Fires i Festes de Primavera. Incloïa un estudi històric dels tipus d'indústries més importants d'Igualada i de la seva situació en aquell moment. Aquest número és l'únic que va sortir il·lustrat i a la portada reproduïa un dibuix de Joaquim Renart i Garcia.

## Localització
- Biblioteca Central d'Igualada. Plaça de Cal Font. Igualada (col·lecció completa i relligada).